# ロレット・アカデミー (エルパソ)
ロレット・アカデミー（Loretto Academy）はテキサス州エルパソにあるローマ・カトリックの私立学校である。
1923年にマザーM.プラクセデス・カーティによって創立され、ローマ・カトリックのエルパソ教区に属している。3年生から5年生は男女共学、6年生から12年生は女子学生のみである。

## 背景
ロレット修道女会は以前、ニューメキシコ州のラスクルーセスとエルパソにいくつかの学校を設立していました。 1920年代初め、ロレット修道女会のマザーM.プラクセデス・カーティは、新しい学校を設立するためにエルパソを訪れました。 1922年3月20日、彼女はエルパソのオースティン・テラス地区に19エーカーの土地を購入した。 この地域は路面電車で通学することができましたが、丘の上の開けた砂漠で、ダウンタウンから遠く離れた立地の悪い場所だった為、 多くの親が子供を通わせるかどうか迷い、人々はこの学校設立が愚行であると主張した。　
この建物の建築はトロスト＆トロスト社. によって設計され、主要な建築図面はグスタバス・A・トロストというマザー・プラクセデスと親交があった建築家によって手がけられた。　建物はメキシコに面するように設計され、すべての人々がコミュニティに参加できるよう歓迎の意を表してデザインされています。 また、外壁は漆喰塗りのレンガで造られ、 屋根には赤いスペイン瓦が使われています。建設は1922年の秋に着工され、 最初の校舎は1923年に完成した。教会の礎石は1924年3月20日に据えられ、 学校全体が完成したのは1930年代になってからである。 エルパソのロレット・アカデミーは1923年9月11日に開校し、初代は186名の生徒が在籍した。 1928年、南部大学・中等教育学校協会（Southern Association of Colleges and Secondary Schools）がロレットを加盟校として認めた。
当初は寄宿学校があったが1975年に閉鎖された。 メキシコのシウダー・フアレスからも多くの生徒が毎日国境を渡って通っている。 1990年代初頭の時点で、同校の生徒数は900人超え設立当初をはるかに上回っている。
22年後の2022年、シスター・メアリー・E・"バフィー"・ボーセンがロレットの学長を退任した。 2022年6月、ロレットの卒業生であるニコール・オルテガ・コブが次期学長に就任した。

## 主な出身著名人
- Stevie Nicks.[16]
- Maureen McDonnell.[17]
- Karla Martínez de Salas.[18]
- Amirah Kassem.[19]
- Michelle Dipp.[20]
- Mago Orona Gándara.[21]
- Mary Helen Garcia.[22]
- Alicia Gaspar de Alba.[23]
- M. Sue Kurita.[24]
- Pat Mora.[19]
- María Guillermina Valdes Villalva.[25]
- Patricia Roybal Caballero.[26]
- Andi Teran, author.[27]

## 著名な教授
- Lilliana Owens.[28]
- Jacqueline Grennan Wexler.[29]

### Sources
- Loretto Academy (2010). Loretto Academy Alumnae Directory 2010. El Paso, Texas: Harris Connect